# Муньєса
Муньєса (ісп. Muniesa) — муніципалітет в Іспанії, у складі автономної спільноти Арагон, у провінції Теруель. Населення — 669 осіб (2010).
Муніципалітет розташований на відстані близько 250 км на схід від Мадрида, 80 км на північ від міста Теруель.

## Демографія
Динаміка населення (INE ):

## Галерея зображень

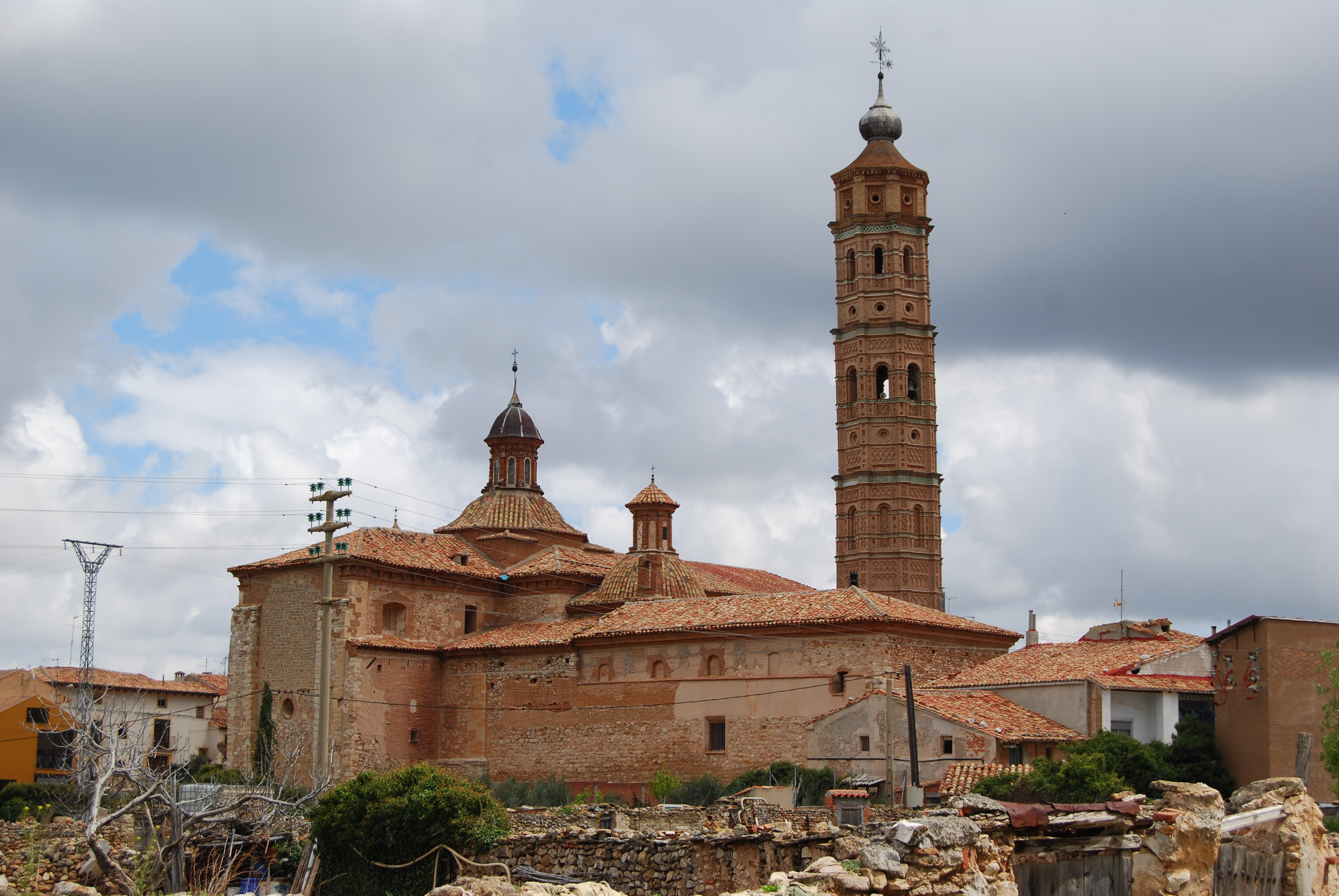
Муньєса
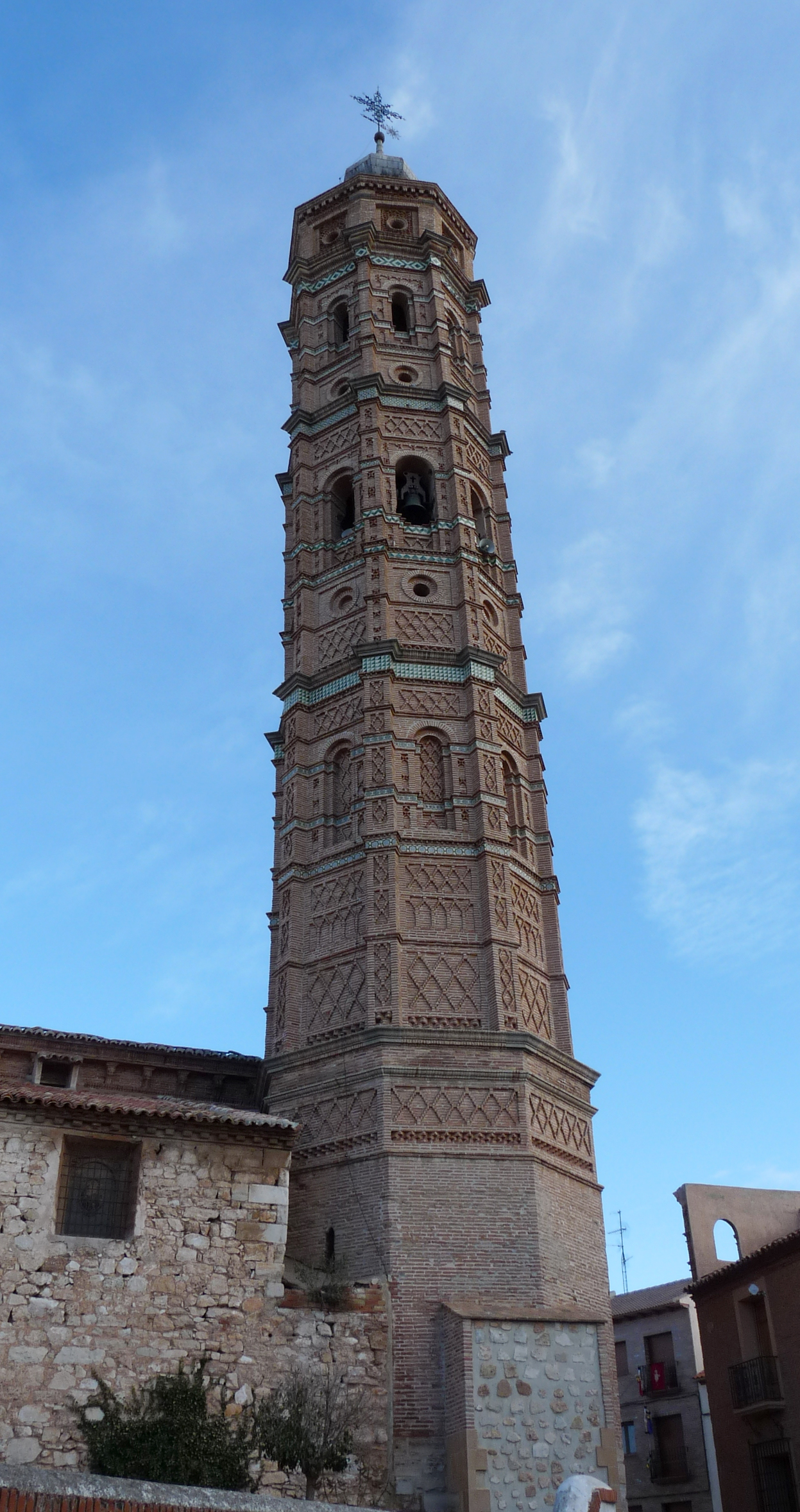
Дзвіниця церкви Нуестра-Сеньйора-де-ла-Асунсьйон